# Perdikkas
Perdikkas (stgr. Περδίκκας; ur. ok. 365 p.n.e., zm. maj–czerwiec 320 p.n.e.) – wódz Aleksandra Wielkiego, jeden z diadochów. 
Po śmierci Aleksandra (323 p.n.e.) został naczelnym wodzem armii i faktycznym regentem państwa. Od 322 p.n.e. sprawował opiekę nad Filipem Arrhidaeusem i synem Aleksandra – małym Aleksandrem IV. Dążył do zachowania powstałego imperium w całości. Zamierzał poślubić Kleopatrę, siostrę Aleksandra, i w ten sposób przejąć tron Macedonii, pozbawiając władzy Antypatra. Jego ambitne plany doprowadziły do wojny z pozostałymi diadochami (po stronie Perdikkasa stanął tylko Eumenes z Kardii). Zginął podczas podjętej w 321 p.n.e. wyprawy na Egipt (na którą jako regent zabrał obu królów: Filipa Arrhidaeusa i Aleksandra IV) w wyniku niezadowolenia własnego wojska wskutek strat poniesionych przy przeprawie przez Nil, braku sukcesów i niedostatku żywności. Zachęcani obietnicami Ptolemeusza Lagosa żołnierze zawiązali spisek, w następstwie czego Perdikkas został zamordowany we własnym namiocie przez swych oficerów: Pejtona, Antygenesa i Seleukosa. 